# Леухін Ніканор Андрійович
Леухін Ніканор Андрійович (22.07.1918 — 18.06.1944) — учасник Радянсько-німецької війни, командир 76-мм гармати артбатареї 241-го гвардійського стрілецького полку 75-ї Бахмацької двічі Червонозоряної ордена Суворова гвардійської стрілецької дивізії 30-го стрілецького корпусу 60-ї Армії Центрального фронту. Герой Радянського Союзу (17.10.1943), гвардії сержант.

## Біографія
Народився 4 липня 1918 року в с. Нижня Ненінка, зараз Солтонського району Алтайського краю (за іншими даними с. Антоново або с. Антонівка Масканурської сільради Новотор'яльского району Марийской АССР (зараз Респу́бліка Марій Ел). Жмв у селі Верхня Неня, працював у колгоспі, потім на хлібозаводі у Кемеровській області РФ.
Призваний до Червоної Армії в жовтні 1939 року. На фронті з березня 1943 року на посаді командира 76-мм гармати артбатареї 241-го гвардійського стрілецького полку 75-ї гвардійської стрілецької дивізії.
Учасник Курської битви в районі Понирі-Ольховатка. За зразкове виконання бойових завдань і проявлені мужність і героїзм нагороджений орденом Червоної Зірки.
Особливо відзначився при форсуванні ріки Дніпро на північ від Києва у вересні 1943 року, в боях при захваті і утриманні плацдарму в районі сіл Глібівка і Ясногородка (Вишгородський район Київської області) на правому березі Дніпра. В нагородному листі командир 241-го гвардійського стрілецького полку гвардії підполковник Бударін М. П. написав, що вночі з 23 на 24.09.1943 року Леухін в числі перших переправився з гарматою на правий берег Дніпра, викотив гармату на відкриту позицію і прямою наводкою підбив танк і самохідну гармату противника, знищив до роти піхоти.
Указом Президії Верховної Ради СРСР від 17 жовтня 1943 року за мужність і героїзм, проявлені при форсуванні Дніпра і утриманні плацдарму гвардії сержанту Леухіну Ніканору Андрійовиччу присвоєно звання Героя Радянського Союзу з врученням ордена Леніна і медалі «Золота Зірка».
Леухін Н. А. бере участь у подальшому звільненні України, а потім Білорусі. 18 червня 1944 року,під час боїв за визволення с. Язвин Паричського (зараз Світлогорського району) Гомельської області гвардії сержант Леухин помер від отруєння протиіпритною рідиною (згідно з інформацією зі списку втрат 75 ГвСД   https://cdn.obd-memorial.ru/html/imagelink?path=c250398a-b2c5-4738-8083-9a1b1799fc62  ) за іншими даними — при форсуванні ріки Березина біля с. Паричі бів тяжко поранений і помер в медсанбаті).
Похований у братській могилі в смт. Паричі Гомельської області.

## Нагороди
- медаль «Золота Зірка» №---- (17 жовтня 1943)
- Орден Леніна
- Орден Червоної Зірки

## Пам'ять
- Ім'ям Героя названі вулиці в м. Світлогорськ і в смт. Паричі Гомельської області, а також у с. Єльцовка Алтайського краю РФ[12].
- Ім'я Леухіна Н. А. увічнено на Меморіалі Слави в м. Барнаул[13].